# Exterminación mediante trabajos forzados

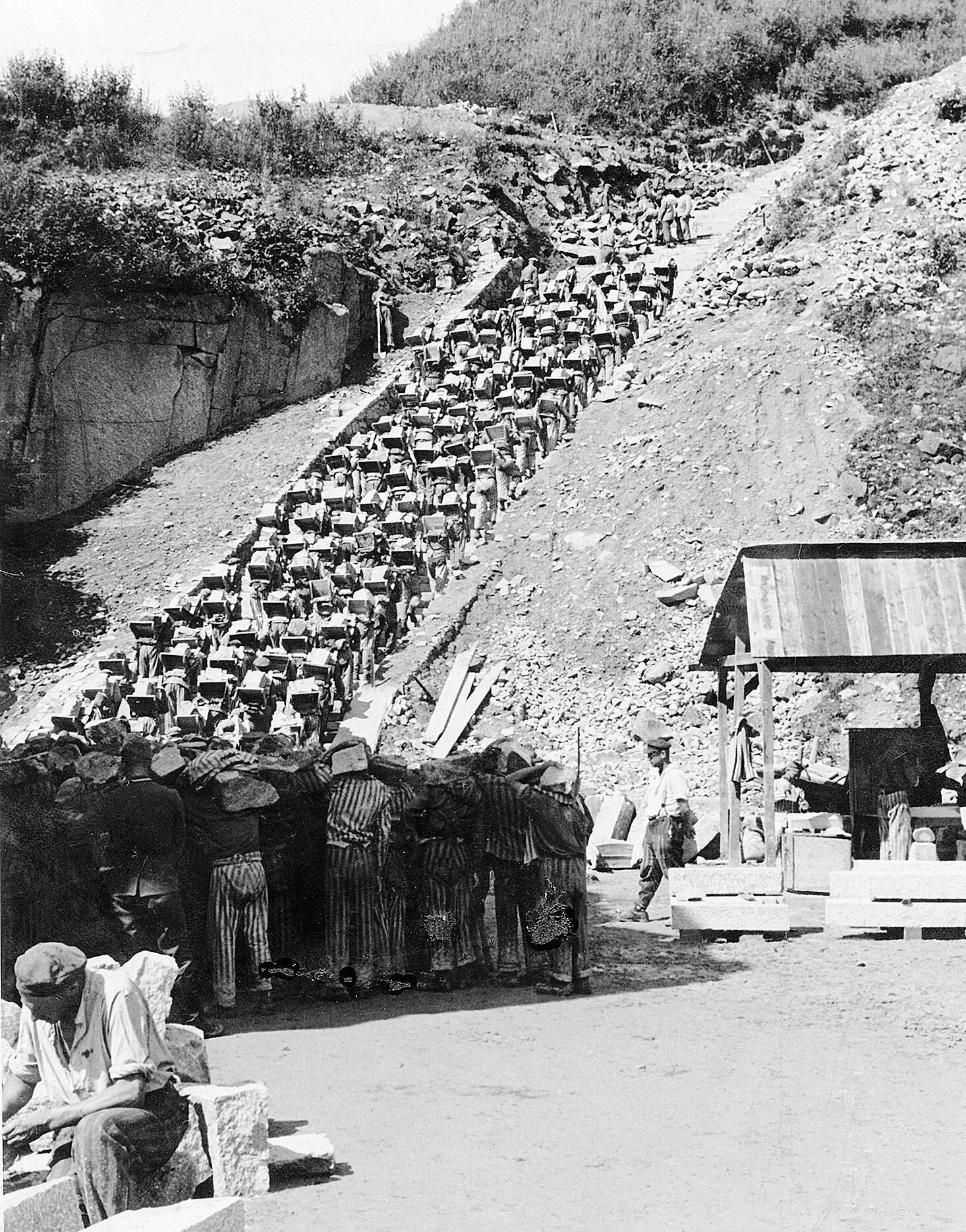
El Todesstiege ("Escaleras de la muerte") en la cantera del campo de concentración de Mauthausen en la Alta Austria. Los reclusos fueron forzados a cargar rocas pesadas por las escaleras. En su estado severamente debilitado, pocos presos podrían hacer frente a este trabajo agotador por mucho tiempo.

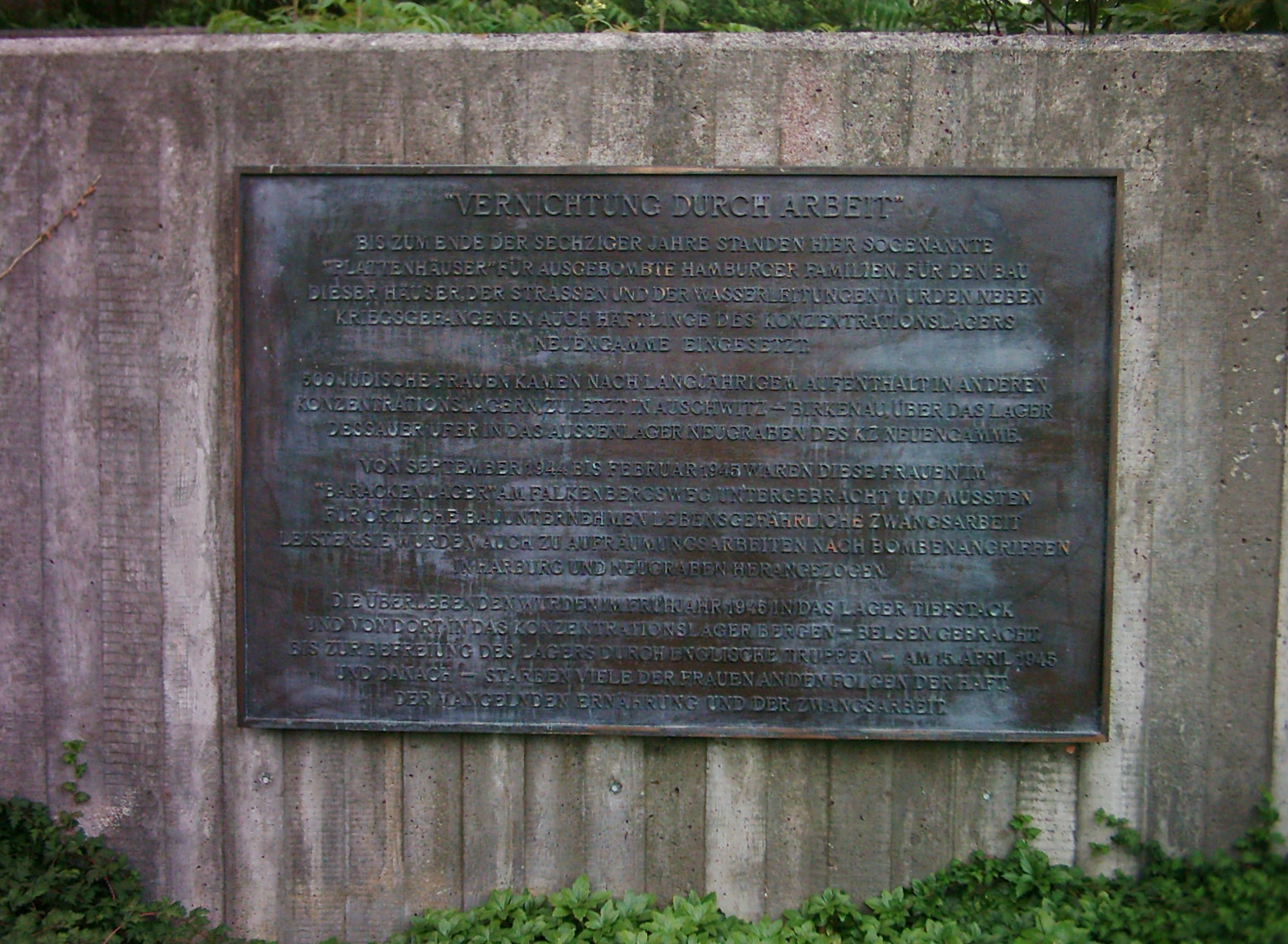
Placa conmemorativa en Hamburgo-Neugraben

La exterminación a través de trabajos forzados o el exterminio por medio del trabajo es un término usado a veces para describir la operación del campo de concentración, campo de exterminio y los sistemas de trabajo forzado en la Alemania nazi, la Unión Soviética, Corea del Norte, y en otras partes, que se define como la matanza deliberada o voluntaria de trabajadores o prisioneros forzados a través del trabajo pesado excesivo, de la desnutrición y de un cuidado inadecuado.

## Uso como término
El término "exterminación a través de trabajos forzados" o literalmente "exterminio a través del trabajo" (Vernichtung durch Arbeit) no fue generalmente utilizado por las SS nazis, pero la frase fue notablemente utilizada en el otoño de 1942 en las negociaciones entre Albert Bormann, Joseph Goebbels, Otto Georg Thierack y Heinrich Himmler, relacionadas con la transferencia de prisioneros a campos de concentración. Thierack y Goebbels usaron específicamente el término. La frase fue utilizada nuevamente durante los juicios de Núremberg de la posguerra.
Sin embargo, en los años ochenta y noventa, los historiadores debatieron sobre el uso apropiado del término. Falk Pingel creía que la frase no debería aplicarse a todos los prisioneros nazis, mientras que Hermann Kaienburg y Miroslav Kárný creían que el "exterminio a través del trabajo" era un objetivo constante de las SS. Más recientemente, Jens-Christian Wagner también ha argumentado que no todos los prisioneros nazis fueron blanco de la aniquilación.

## En la Alemania Nazi
Los nazis persiguieron a muchas personas debido a su raza, afiliación política, discapacidad, religión u orientación sexual. Los grupos marginados por la población mayoritaria en Alemania incluían familias dependientes del bienestar con muchos hijos, presuntos vagabundos y transeúntes, así como miembros de grupos problemáticos percibidos, como alcohólicos y prostitutas. Si bien estas personas fueron consideradas "de sangre alemana", también fueron categorizadas como "inadaptados sociales" (Asoziale), así como "vidas de lastre" superfluas (Ballastexistenzen). Fueron registrados en listas (como los homosexuales) por las autoridades civiles y policiales y sometidos a innumerables restricciones estatales y acciones represivas, que incluyeron la esterilización forzada y finalmente el encarcelamiento en campos de concentración. Cualquiera que se opusiera abiertamente al régimen nazi (como comunistas, capitalistas, socialdemócratas, demócratas y objetores de conciencia) fue detenido en campos de prisioneros. Muchos de ellos no sobrevivieron al calvario.
Mientras que otros podrían posiblemente redimirse ante los ojos de los nazis, no había lugar en la visión del mundo de Hitler para los judíos, aunque Alemania alentó y apoyó la emigración de judíos a Palestina y otros lugares desde 1933 hasta 1941 con arreglos como el Acuerdo Haavara, o el Plan de Madagascar. Durante la guerra de 1942, los líderes nazis se reunieron para discutir lo que se había llegado a llamar "la solución final a la cuestión judía" en una conferencia en Wannsee, Alemania. La transcripción de esta reunión brinda a los historiadores una visión del pensamiento de los líderes nazis al idear los detalles de la destrucción futura de los judíos, incluido el uso del exterminio a través del trabajo como un componente de su llamada "Solución final".

Bajo el liderazgo adecuado, los judíos ahora, en el curso de la Solución Final, serán traídos adecuadamente a sus asignaciones de trabajo en el Este. Los judíos aptos para el cuerpo deben ser llevados a estas áreas para construir caminos en grandes columnas de trabajo separadas por sexo, durante los cuales una gran parte, sin duda, se abandonará a través de un proceso de reducción natural. Como sin duda representará la porción más robusta, el posible resto final tendrá que manejarse adecuadamente, ya que constituiría un grupo de individuos seleccionados naturalmente, y formaría la semilla de una nueva resistencia judía. — [[Conferencia de Wannsee]], 1942.

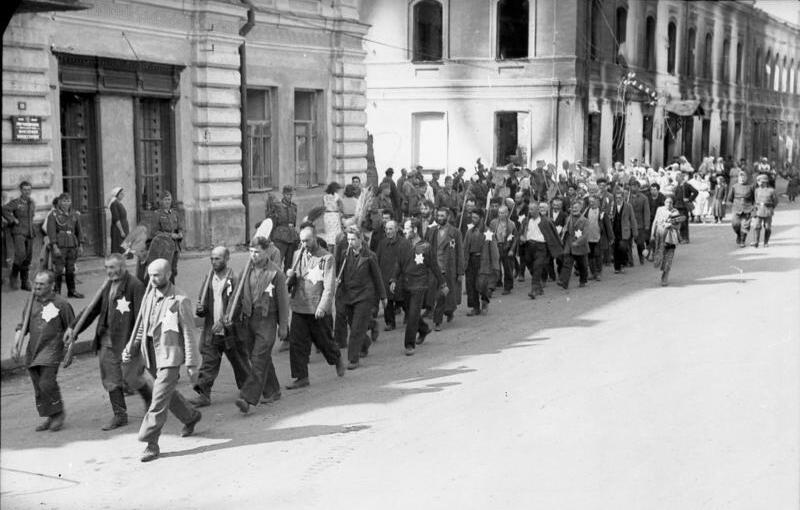
Trabajadores forzados judíos, marchando con palas, Maguilov, 1941

En los campos nazis, el "exterminio mediante el trabajo" se llevó a cabo principalmente a través de una organización laboral esclava, por lo que, a diferencia del trabajo forzado de las fuerzas de trabajo extranjeras, un término de los Juicios de Núremberg se usa para "esclavitud" y "trabajadores esclavos".
Las condiciones de trabajo se caracterizaron por: ningún tipo de remuneración; vigilancia constante de los trabajadores; trabajo físicamente exigente (por ejemplo, construcción de carreteras, trabajos agrícolas y trabajos en fábricas, particularmente en la industria armamentística); horas de trabajo excesivas (a menudo de 10 a 12 horas por día); nutrición mínima, racionamiento de alimentos; falta de higiene; cuidado médico deficiente y enfermedades resultantes debido a estas condiciones; ropa insuficiente (por ejemplo, ropa de verano incluso en invierno).
También usaron la tortura y el abuso físico. Castigos como el Torstehen ("Puertas colgantes") forzaba a las víctimas a pararse desnudas con los brazos levantados, como una puerta colgando de sus bisagras. Cuando colapsaban o se desmayaban, los golpeaban hasta que volvieran a asumir la posición. O también el Pfahlhängen ("Poste fijo") involucraba atar las manos del recluso a sus espaldas y luego colgarlas con las manos de una estaca alta. Esto dislocaría y disociaría los brazos, y la presión sería fatal en cuestión de horas (garrucha).

### Campos de concentración

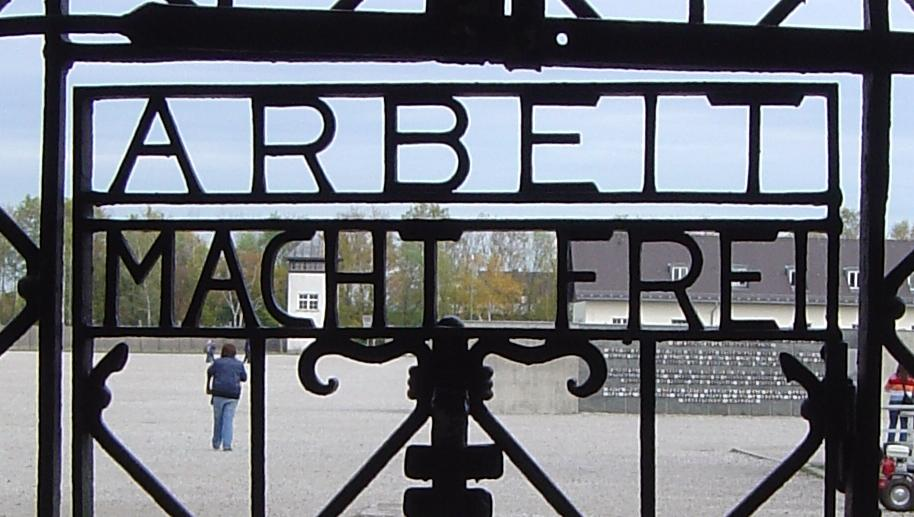
Monumento en la puerta en el campo de concentración de Dachau.

El encarcelamiento en los campos de concentración no solo pretendía vejar, sino también exterminar reclusos. La admisión y el registro de los nuevos presos, el trabajo forzado, la vivienda de los prisioneros, las listas de todos los aspectos de la vida en el campamento fueron acompañados por la humillación y el acoso.
La admisión, el registro y el interrogatorio de los detenidos estuvieron acompañados por comentarios desdeñosos de funcionarios de las SS. Los prisioneros fueron pisados y golpeados durante la lista nominal. El trabajo forzoso consistía en parte en tareas inútiles y trabajos pesados, que tenían por objeto desgastar a los prisioneros.
En muchos de los campos de concentración, el trabajo forzado se canalizó para el avance del equipamiento de la maquinaria de guerra alemana. En estos casos, las horas de trabajo excesivas también se vieron como un medio para maximizar la producción. Oswald Pohl, el líder de la SS-Wirtschafts-Verwaltungshauptamt ("Oficina Principal de Economía y Administración de las SS", o SS-WVHA), que supervisó el empleo de trabajo forzado en los campos de concentración, ordenado el 30 de abril de 1942.

El comandante del campo es el único responsable por el uso de mano de obra. Este trabajo debe ser agotador en el verdadero sentido de la palabra, a fin de lograr el máximo rendimiento. [...] No hay límites para las horas de trabajo. [...] Las caminatas que consumen mucho tiempo y las pausas del mediodía solo con el propósito de comer están prohibidas. [...] Él [el comandante del campo] debe conectar conocimientos técnicos claros en cuestiones militares y económicas con un liderazgo sensato y sabio de grupos de personas, que debe reunir para lograr un alto potencial de rendimiento.

Hasta 25,000 de los 35,000 presos designados para trabajar para IG Farben en Auschwitz murieron. La esperanza de vida promedio de un trabajador esclavo en una asignación de trabajo ascendió a menos de cuatro meses Los demacrados trabajadores forzados murieron por agotamiento o enfermedad o se los consideró incapaces de trabajar y asesinados. Alrededor del 30% de los trabajadores forzados que fueron asignados a cavar túneles, que fueron creados para fábricas de armas en los últimos meses de la guerra, murieron. En los campamentos satélites, que se establecieron en las cercanías de minas y empresas industriales, las tasas de mortalidad eran aún más elevadas, ya que los alojamientos y suministros a menudo eran incluso menos adecuados allí que en los campamentos principales.
La frase "Arbeit Macht Frei" ( "El trabajo los hará libres"), que se podría encontrar en varios lugares, en algunos campos de concentración nazis, por ejemplo, en las puertas de entrada, parece particularmente cínico en este contexto. El campo de concentración de Buchenwald era el único campo de concentración con el lema "Jedem das Seine" ( "A cada uno lo que se merece") en la puerta de entrada.

## Trabajos forzados mortales fuera de la Alemania Nazi

### En el comercio de esclavos africanos
Algunos estudiosos se refieren a la trata de esclavos como un Holocausto. aunque muchos prefieren el neologismo Maafa que significa 'gran desastre'.
Se calcula que el tráfico de esclavos árabe mató entre 4,4 y 19 millones de africanos, principalmente en incursiones de esclavos.
Del mismo modo, el comercio de esclavos en el Atlántico resultó en una vasta y hasta ahora todavía se desconoce la cantidad de pérdida de vidas de los cautivos africanos, tanto dentro como fuera de América. Aproximadamente 1.2 a 2.4 millones de africanos murieron durante su transporte al Nuevo Mundo. Más murió poco después de su llegada. La cantidad de vidas perdidas en la adquisición de esclavos sigue siendo un misterio, pero puede ser igual o superior al número de africanos que sobrevivieron solo para ser esclavizados.
Las estimaciones de Patrick Manning indican que alrededor de 12 millones de esclavos ingresaron al comercio atlántico entre el siglo XVI y el siglo XIX, pero alrededor de 1,5 millones murieron a bordo de un barco. Aproximadamente 10.5 millones de esclavos llegaron a las Américas. Además de los esclavos que murieron en el Paso Medio, más africanos probablemente murieron durante las incursiones de esclavos en África y forzaron marchas a los puertos. Manning calcula que 4 millones murieron en África después de su captura, y muchos más murieron jóvenes. La estimación de Manning abarca como más de 12 millones que originalmente estaban destinados al Atlántico, así como 6 millones destinados a los mercados de esclavos asiáticos y 8 millones destinados a los mercados africanos.

### En el Estado libre del Congo de Leopoldo II
En el período de 1885 a 1908, se perpetraron varias atrocidades bien documentadas en el Estado Libre del Congo (hoy República Democrática del Congo) que, en ese momento, era una colonia bajo el dominio personal del Rey Leopoldo II de Bélgica. Estas atrocidades a veces eran referidas colectivamente por los contemporáneos europeos como los "horrores del Congo", y estaban particularmente asociadas con las políticas laborales utilizadas para recolectar caucho natural para la exportación. Con la mayoría de los ingresos del Free State derivados de la exportación de caucho, se creó una política laboral (conocida por los críticos como el "sistema Red Rubber") para maximizar su extracción. El trabajo era exigido por la administración como impuestos.
Esto creó una "sociedad de esclavos", ya que las empresas se volvieron cada vez más dependientes de la movilización forzada de mano de obra congoleña para su recolección de caucho. Los trabajadores que se negaron a proporcionar su trabajo fueron coaccionados con "coacción y represión". Los disidentes fueron golpeados o azotados con el chicote, se tomaron rehenes para garantizar su pronta recogida y se enviaron expediciones punitivas para destruir las aldeas que se negaron. La política condujo al colapso de la vida económica y cultural congoleña, así como a la agricultura en algunas áreas. Together with epidemic disease, famine, and a falling birth rate caused by these disruptions, the atrocities contributed to a sharp decline in the Congolese population. Junto con las enfermedades epidémicas, el hambre y una tasa de natalidad en descenso causada por estas interrupciones, las atrocidades contribuyeron a una fuerte disminución de la población congoleña. La magnitud de la caída de la población durante el período se discute, pero varios historiadores piensan que diez o más millones de congoleños perecieron durante el período, principalmente debido a las enfermedades.
Una de las imágenes perdurables del Estado Libre fueron las de unas manos cercenadas que se convirtieron en "el símbolo más poderoso de la brutalidad colonial". La práctica de cortar las manos de los cadáveres después de las expediciones punitivas se hizo común como evidencia (pièces justificatives) de que los suministros del gobierno no habían sido mal utilizados. Cuando los soldados hicieron mal uso de su equipo, cortaron las manos de las personas vivas para cubrir sus actividades.

### En la Unión Soviética
El Gulag soviético a veces se presenta como un sistema de campos de exterminio, particularmente en la política poscomunista de Europa del Este. Esta polémica posición ha sido criticada como una trivialización del Holocausto, considerando que con la obvia excepción de los años de la guerra, una gran mayoría de las personas que ingresaron al Gulag sobrevivieron. Alexander Solzhenitsyn introdujo la expresión campos de exterminio en el trabajo de su obra de no ficción Archipiélago Gulag. Según él, el sistema erradicó a los oponentes al obligarlos a trabajar como prisioneros en grandes proyectos estatales (por ejemplo, el Canal Blanco del Mar Báltico, canteras, ferrocarriles remotos y proyectos de desarrollo urbano) en condiciones inhumanas. Roy Medvedev comenta: "El sistema penal en el Kolyma y en los campos del norte fue deliberadamente diseñado para el exterminio de personas". Alexander Nikolaevich Yakovlev se explaya sobre esto, afirmando que Stalin fue el "arquitecto del sistema gulag para destruir totalmente la vida humana". El escritor Stephen Wheatcroft sostiene que la escala y la naturaleza de las represiones del Gulag soviético deben analizarse desde la perspectiva de las poblaciones más grandes de la URSS.
Hannah Arendt argumentó que aunque el gobierno soviético los consideraba todos, campos de "trabajo forzado", de hecho destacó que el trabajo en los campos era deliberadamente inútil, ya que "el trabajo forzoso es la condición normal de todos los trabajadores rusos, que no tienen libertad de movimiento y se puede redactar arbitrariamente para el trabajo en cualquier lugar y en cualquier momento ". El único propósito económico real que típicamente servían era financiar el costo de la supervisión. De lo contrario, el trabajo realizado era en general inútil, ya fuera por diseño o por una planificación y ejecución extremadamente precaria; algunos trabajadores incluso preferían el trabajo más difícil si era realmente productivo. Ella diferenció entre "auténticos" campos de trabajo forzado, campos de concentración y "campos de aniquilación". En auténticos campos de trabajo forzado, los reclusos trabajaban en "libertad relativa y son condenados por períodos limitados". Los campos de concentración tenían tasas de mortalidad extremadamente altas y, sin embargo, aún estaban "esencialmente organizados para fines laborales". Los campamentos de aniquilación fueron aquellos en los que los reclusos fueron "sistemáticamente eliminados por inanición y negligencia". Ella critica la conclusión de otros comentaristas de que el propósito de los campamentos era una oferta de mano de obra barata. Según ella, los soviéticos pudieron liquidar el sistema de campamentos sin graves consecuencias económicas, lo que demuestra que los campamentos no eran una fuente importante de trabajo y que, en general, eran económicamente irrelevantes.
Según documentos Gulag internos anteriormente secretos, alrededor de 1,6 millones de personas deben haber muerto en el período entre 1930 y 1956 en campos de trabajo forzados y colonias soviéticas (sin incluir campos de prisioneros de guerra), aunque estas cifras solo incluyen las muertes en las colonias en 1935. La mayoría (alrededor de 900,000) de estas muertes por lo tanto caen entre 1941 y 1945, coincidiendo con el período de la guerra germano-soviética cuando los niveles de suministro de alimentos eran bajos en todo el país.
Estas cifras son consistentes con los documentos archivados que el historiador ruso Oleg Khlevniuk presenta y analiza en su estudio La historia del gulag: de la colectivización al gran terror, según el cual murieron unas 500,000 personas en los campamentos y colonias de 1930 a 1941. Khlevniuk señala que estas cifras no tienen en cuenta las muertes ocurridas durante el transporte. También se excluyen los que murieron poco después de su liberación debido a los duros tratos en los campos que según los archivos y las memorias eran numerosos. El historiador J. Otto Pohl estima que unos 2.749.163 prisioneros perecieron en los campos de trabajo, colonias y asentamientos especiales, aunque insiste en que se trata de una figura incompleta. Aunque el número de muertos aún se debate ampliamente, ninguna institución estatal o nacional ha reconocido el sistema Gulag como un genocidio.

### En la China maoísta
Al igual que en el sistema soviético, el gobierno de Mao Zedong de China también instaló un sistema de trabajo forzado y prisión extremadamente mortal conocido como Laogai o "reforma a través del trabajo". Según Jean-Louis Margolin durante la Campaña para Supresión de los contrarrevolucionarios, la dureza del sistema penitenciario oficial alcanzó niveles sin precedentes, y la tasa de mortalidad hasta 1952 fue "sin duda en exceso" del 5 por ciento por año, y alcanzó el 50 por ciento durante seis meses en Guangxi. En Shanxi, más de 300 personas murieron por día en una mina. La tortura era común y la supresión de revueltas, que eran bastante numerosas, resultaban en "verdaderas masacres". Un sacerdote chino murió luego de ser interrogado durante más de 100 horas. De los 20,000 reclusos que trabajaron en los campos petrolíferos de Yanchang, varios miles fueron ejecutados.
En Mao: La historia desconocida, el biógrafo de Mao, Jung Chang y el historiador Jon Halliday estiman que tal vez 27 millones de personas murieron en prisiones y campos de trabajo durante el gobierno de Mao Zedong. Afirman que los reclusos fueron sometidos a un trabajo agotador en los páramos más hostiles, y que las ejecuciones y los suicidios por cualquier medio (como sumiergirse en un condensador de trigo) eran comunes.
Frank Dikötter estima que de 1 a 3 millones de ciudadanos chinos se suicidaron durante el Gran Salto Adelante, probablemente refiriéndose en parte a los suicidios en los campos de trabajo forzado.
En una parte del libro El Libro Negro de Comunismo se puede leer,  lo que describe la historia de las represiones de los estados comunistas, Jean-Louis Margolin afirma que quizás 20 millones murieron en el sistema penitenciario. Profesor R.J. Rummel calcula que el número de "democidios" de trabajo forzoso es de 15,720,000, excluyendo "a todos aquellos campesinos colectivizados, mal alimentados y vestidos que trabajarían hasta la muerte en los campos". Harry Wu calcula que la cifra de muertos es de 15 millones.

### Otros sistemas de trabajo mortíferos

#### En África
- Del mismo modo que en el Estado Libre de Leopoldo, Portugal también usó el brutal trabajo forzado en sus colonias africanas, lo que resultó en 325,000 muertes durante el primer cuarto del siglo XX.

- Las colonias de Francia han enfrentado un escrutinio similar con estimaciones de muertes por trabajo forzado que van desde menos de 200,000 por Rudolph Rummel a casi 800,000 por otros estudiosos. Adam Hoschild estimó que la mitad de la población humana de las selvas tropicales dentro de las colonias francesas francesas perecieron. Tom Conner llega a afirmar una disminución de la población en millones o, esencialmente, que la mayoría de la población del África Ecuatorial francesa pereció durante el período colonial de 1900 a principios de la década de 1920, en parte como resultado del trabajo forzado. Se estima que murieron entre 14 y 20 mil en la construcción del ferrocarril del Océano Congo bajo la administración francesa.[43]
- Poniendo fin a la mayoría de las relaciones de comercio exterior, Ranavalona I aplicó una política de autosuficiencia en Madagascar, posible gracias al uso frecuente de la larga tradición de fanompoana o trabajo forzoso en lugar de pagos de impuestos en dinero o bienes. Ranavalona continuó las guerras de expansión dirigidas por su predecesora, Radama I, en un esfuerzo por extender su reino sobre toda la isla, impuso severos castigos a aquellos que fueron juzgados por haber actuado en oposición a su voluntad. Debido, en gran parte, a la pérdida de vidas durante los años de campañas militares, las altas tasas de mortalidad entre los trabajadores fanompoana y las duras tradiciones de justicia bajo su mandato, se estima que la población de Madagascar disminuyó de alrededor de 5 millones a 2,5 millones entre 1833 y 1839, y de 750,000 a 130,000 entre 1829 y 1842 en Imerina.[44] Estas estadísticas han contribuido a una visión muy desfavorable del reinado de Ranavalona en los relatos históricos.[45]

#### En Asia
- El trabajo forzado fue utilizado en la construcción del ferrocarril de Birmania en Japón. Más de 180,000-posiblemente muchos más trabajadores civiles del sudeste asiático (Romusha) y 60,000 prisioneros de guerra aliados trabajaron en el ferrocarril. Javaneses, tamiles malayos de origen indio, birmanos, chinos, tailandeses y otros asiáticos del sudeste, redactados a la fuerza por el ejército imperial japonés para trabajar en el ferrocarril, murieron en su construcción, incluidos 100.000 tamiles.[46][47] 12,621 prisioneros de guerra aliados murieron durante la construcción. Los prisioneros de guerra muertos incluían a 6.904 miembros del personal británico, 2.802 australianos, 2.782 holandeses y 133 estadounidenses.[48]
- La Biblioteca del Congreso de los EE. UU. Estima que durante la ocupación japonesa de las Indias Orientales holandesas, entre 4 y 10 millones de romusha (en japonés: "trabajador manual"), los militares japoneses los obligaron a trabajar.[49] Alrededor de 270,000 de estos trabajadores javaneses fueron enviados a otras áreas controladas por los japoneses en el sudeste asiático. Solo 52,000 fueron repatriados a Java, lo que significa que hubo una tasa de mortalidad tan alta como 80%. (Para más detalles, véase: Crímenes de guerra japoneses).[50] Un informe posterior de la ONU declaró que cuatro millones de personas murieron en Indonesia como resultado de la ocupación japonesa.[51] Alrededor de 2.4 millones de personas murieron en Java por hambre entre 1944  y 1945.[52]
- Cientos de miles o millones de camboyanos fueron asesinados hasta la muerte durante el genocidio en Camboya, en el que murieron alrededor de 1.700.000 o más de la quinta parte de los ciudadanos en Camboya.[53]
- De 400,000 a 1,500,000 han perecido en campamentos similares al Gulag soviético y al Laogai chino que operan en Corea del Norte.[54][55] Solo en 2013 causaron la muerte de al menos 20,000 presos políticos, con al menos 130,000 detenidos allí.[56][57]
- Observadores extranjeros de la actual persecución del gobierno chino a Falun Gong, a partir de 1999, han estimado que cientos de miles -y tal vez millones- de practicantes de Falun Gong han sido recluidos extra-legalmente en campos de reeducación a través del trabajo, prisiones y otras instalaciones de detención.[58] De todos ellos; unos 3,700 practicantes de Falun Gong han muerto como resultado de torturas y abusos bajo custodia, generalmente después de que se negaron a retractarse de sus creencias.[59] En 2006, surgieron acusaciones de que un gran número de practicantes de Falun Gong habían sido asesinados para abastecer a la industria de trasplantes de órganos de China.[60] Estas acusaciones provocaron una investigación del exsecretario de Estado canadiense David Kilgour y el abogado de derechos humanos David Matas. En julio de 2006, el informe Kilgour-Matas[61][./Extermination_through_labour#cite_note-orgharv-71 [69]] encontró que "la fuente de 41.500 trasplantes para el período de seis años que comprende los años entre 2000 y 2005 es inexplicable" y concluyó que "el gobierno de China y sus agencias en numerosas partes del país, en particular hospitales pero también centros de detención y 'tribunales populares', desde 1999 han dado muerte a un número grande pero desconocido de presos de conciencia de Falun Gong ". En 2016, los investigadores publicaron una actualización conjunta de sus hallazgos que muestran que el número de trasplantes de órganos realizados en China es mucho más alto de lo que se creía anteriormente, y que 60.000 a 100.000 podría obtenerse de prisioneros políticos por año.[62] El Informe de 789 páginas se basa en un análisis de los registros de cientos de hospitales de trasplantes chinos.[63] En 2009, los tribunales de España y Argentina acusaron a altos funcionarios chinos de genocidio y crímenes de lesa humanidad por su papel en la orquestación de la represión de Falun Gong.[64][65][66]

#### En Europa
- Se estima que más de 10 000 000 eslavos en el sur de Europa, la Mancomunidad polaco-lituana y el Gran Ducado de Moscú perecieron en el comercio de esclavos árabe y el comercio de esclavos otomano.[67][68]
- Aparte del GULAG, las estimaciones de prisioneros de guerra alemanes en las bajas de la Unión Soviética (tanto en el este como en el oeste y acumuladas tanto para la guerra como para el período de paz) oscilan entre 600,000 y 1,000,000.[69] De acuerdo con la sección de la Cruz Roja Alemana encargada de rastrear a los cautivos, aún se desconoce el destino final de 1,300,000 prisioneros de guerra alemanes bajo custodia de los Aliados; todavía están oficialmente catalogados como desaparecidos.[70] La captura y transferencia de alemanes étnicos civiles a la Unión Soviética comenzó tan pronto como los países con una minoría alemana comenzaron a ser invadidos en 1944. Se tomaron grandes cantidades de civiles de países como Rumanía, Yugoslavia y de la parte oriental de Alemania. . Por ejemplo, entre 27,000 y 30,000 alemanes étnicos (entre 18 y 40 años) fueron enviados a la URSS desde Yugoslavia después de la Navidad de 1944. Las mujeres constituían el 90% del grupo. La mayoría fueron enviados a campos de trabajo en el Donest (cuenca de Donets), donde el 16% de ellos murió.[71] Después de la guerra, muchos alemanes en lo que se convertiría en Alemania Oriental fueron obligados por las autoridades comunistas a trabajar en minas de uranio alemanas que producen la mayoría de la materia prima del proyecto de la bomba atómica soviética.[72] A partir del verano de 1946, los soviéticos comenzaron las exploraciones en el Erzgebirge, sellando las antiguas aguas termales de radio en septiembre del mismo año. El trabajo era peligroso y estresante, y los soviéticos no hicieron ningún esfuerzo por mejorarlo; como resultado, las minas se llenaron de conscriptos de trabajo forzado y se las ha comparado con una marcha de la muerte y los Gulags de Kolimá. Otros 200,000 alemanes étnicos murieron en los campos de trabajo de esclavos dirigidos por los soviéticos en Polonia.[73][74]
- 200,000 húngaros perecieron en trabajos forzados en la Unión Soviética
- Más de 10 a 40 mil perecieron en la construcción del Canal del Danubio-Mar Negro.

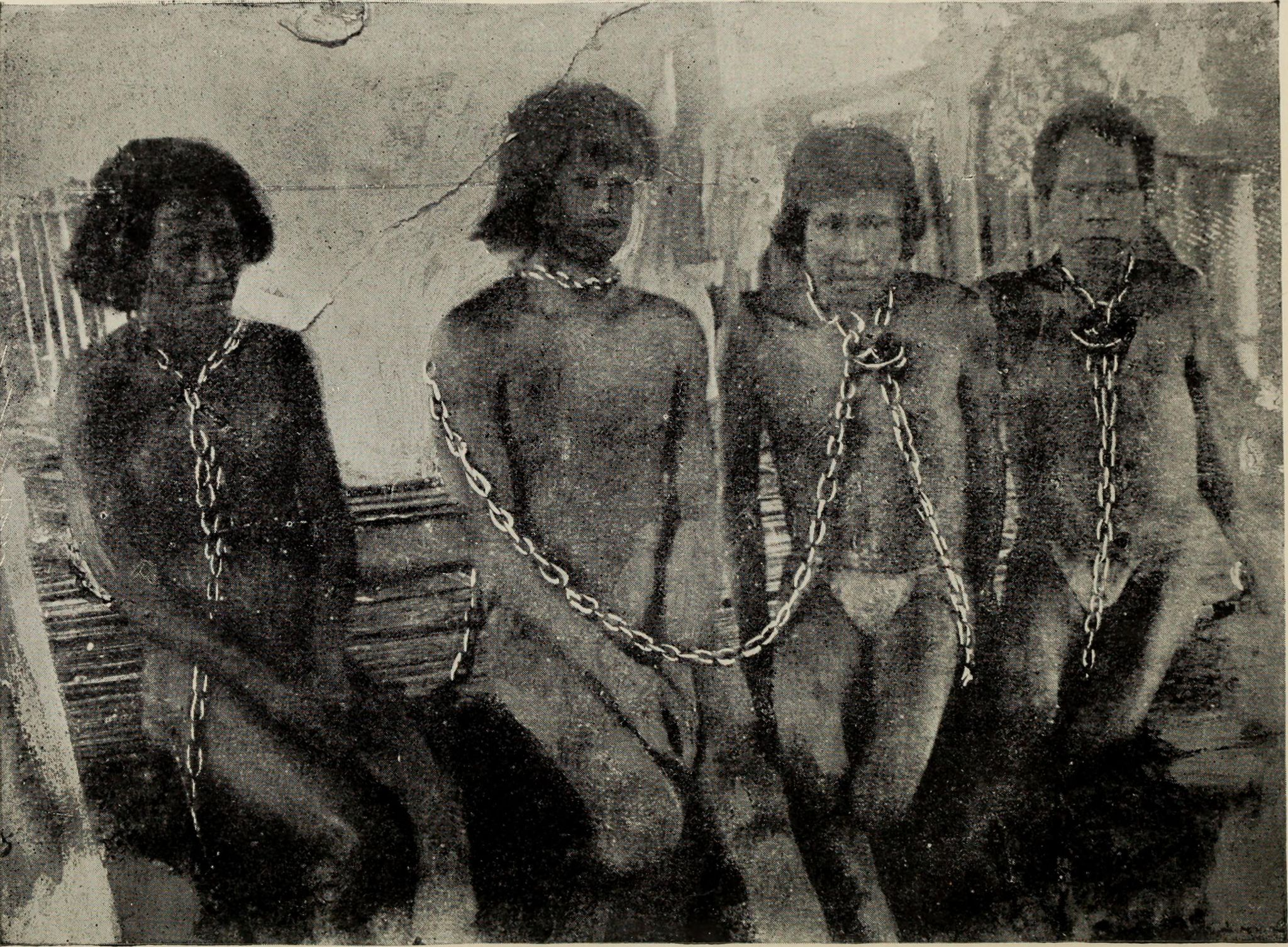
Una foto de indios amazónicos esclavizados del libro de 1912: El Putumayo, el paraíso del diablo

#### En América
- Las condiciones de las haciendas y la esclavitud en México han sido comparadas con las de un Gulag soviético por R.J. Rummel, un analista de lo que él llama "democidios", estima que 69,000 mexicanos o el 0.5 por ciento de la población de México perecieron anualmente del sistema o 825,000 muertes en general.[75][76]
- Al igual que el boom del caucho en el Congo, el auge del caucho en el Amazonas también utilizó el trabajo forzoso extremadamente inhumano. El auge del caucho y la necesidad asociada de una gran fuerza laboral tuvieron un efecto negativo significativo en la población indígena de Brasil, Perú, Ecuador y Colombia. A medida que las plantaciones de caucho crecían, la escasez de mano de obra aumentaba. Los propietarios de las plantaciones o barones del caucho eran ricos, pero los que recogían el caucho producían muy poco, ya que se necesitaba una gran cantidad de caucho para ser rentable. Los barones del caucho rodearon a todos los indios y los obligaron a sacar caucho de los árboles. Una plantación comenzó con 50,000 indios y cuando se descubrieron los asesinatos, solo 8,000 estaban vivos. La esclavitud y la brutalidad sistemática fueron generalizadas, y en algunas áreas, el 90% de la población indígena amazónica fue aniquilada. Estas plantaciones de caucho formaban parte del mercado brasileño del caucho, que disminuyó a medida que las plantaciones de caucho en el sudeste asiático se hicieron más efectivas.[77]

## Lectura adicional
- ((en alemán)) Stéphane Courtois: Das Schwarzbuch des Kommunismus, Unterdrückung, Verbrechen und Terror. Piper, 1998. 987 páginas. ISBN 3-492-04053-5
- ((en alemán)) Jörg Echternkamp: Die deutsche Kriegsgesellschaft: 1939 bis 1945: Halbband 1. Politisierung, Vernichtung, Überleben. Deutsche Verlags-Anstalt, Stuttgart 2004. 993 páginas, representación gráfica. ISBN 3-421-06236-6
- Oleg V. Khlevniuk: La Historia del Gulag: De Colectivización al Terror Grande Puerto Nuevo: Yale Prensa Universitaria 2004, ISBN 0-300-09284-9
- ((en ruso)) A. I. Kokurin/N. V. Petrov (Ed.): GULAG (Glavnoe Upravlenie Lagerej): 1918@–1960 (Rossija. XX vek. Dokumenty), Moskva: Materik 2000, ISBN 5-85646-046-4
- ((en alemán)) Joel Kotek/Pierre Rigoulot: Das Jahrhundert der Lager.Gefangenschaft, Zwangsarbeit, Vernichtung, Propyläen 2001, ISBN 3-549-07143-4
- ((en alemán)) Rudolf Un. Mark (Ed.): Vernichtung durch Hambre: der Holodomor en der Ucrania und der UdSSR. Wissenschaftlicher Verlag Berlín, Berlina 2004. 207 páginas ISBN 3-8305-0883-2
- Hermann Kaienburg (1990). Vernichtung durch Arbeit. Der Caída Neuengamme (Exterminación a través de laboral: Caso de Neuengamme) (en alemán). Bonn: Dietz Verlag J.H.W. Nachf. p. 503. Hermann Kaienburg (1990). Vernichtung durch Arbeit. Der Fall Neuengamme (Extermination through labour: Case of Neuengamme) (en alemán). Bonn: Dietz Verlag J.H.W. Nachf. p. 503. ISBN 3-8012-5009-1.
- Gerd Wysocki (1992). Arbeit für den Krieg (Trabajo para la Guerra) (en alemán). Braunschweig.
- Donald Bloxham (2001). Genocidio encima Prueba: Pruebas de Delitos de la Guerra y la Formación de Historia y Memoria. Oxford: Donald Bloxham (2001). Genocide on Trial: War Crimes Trials and the Formation of History and Memory. Oxford: Oxford University Press. p. 296. ISBN 0-19-820872-3. p. 296.
- Nikolaus Wachsmann (1999). "Aniquilación a través de trabajo: El Asesinato de Prisioneros Estatales en el Tercer Reich". Nikolaus Wachsmann (1999). «Annihilation through labor: The Killing of State Prisoners in the Third Reich». Journal of Modern History 71 (3): 624-659. doi:10.1086/235291. (3): 624@–659. doi:10.1086/235291.
- Varios autores (2002). Michael Berenbaum, Abraham J Peck, ed. El Holocausto e Historia: El Sabido, el Desconocido, el Discutido, y el Reexaminado. Indiana various authors (2002).  Michael Berenbaum, Abraham J Peck, ed. The Holocaust and History: The Known, the Unknown, the Disputed, and the Reexamined. Indiana University Press. pp. 370-407. ISBN 0-253-21529-3. Universitaria. pp.
- Eugen Kogon; Heinz Norden; Nikolaus Wachsmann (2006). La Teoría y Práctica de Infierno: Los Campamentos de Concentración alemanes y el Sistema Detrás Les. Farrar, Straus y Giroux. p. 368. Eugen Kogon; Heinz Norden; Nikolaus Wachsmann (2006). The Theory and Practice of Hell: The German Concentration Camps and the System Behind Them. Farrar, Straus and Giroux. p. 368. ISBN 0-374-52992-2.

- Datos: Q321194